# Michal Šeda
Michal Šeda (* 15. Oktober 1982 in Pardubice, Tschechoslowakei) ist ein tschechischer Eishockeyspieler, der seit November 2009 beim HC Košice in der slowakischen Extraliga unter Vertrag steht.     

## Karriere
Michal Šeda begann seine Karriere als Eishockeyspieler in seiner Heimatstadt in der Nachwuchsabteilung des HC Pardubice, in der er bis 2003 aktiv war. Parallel gab er in der Saison 2001/02 als Leihspieler für den HC VCES Hradec Králové in der 1. Liga, der zweiten tschechischen Spielklasse, sein Debüt im professionellen Eishockey. Dort spielte er von 2003 bis 2006 zudem für den HC Prostějov und erneut den HC VCES Hradec Králové. Zur Saison 2006/07 kehrte der Verteidiger zum HC Pardubice zurück, mit dessen Profimannschaft aus der tschechischen Extraliga er auf Anhieb Vizemeister wurde. In den folgenden Jahren verringerte sich seine Eiszeit stetig und er wurde häufiger in der zweiten Liga als Leihspieler eingesetzt, wo er für seinen Ex-Klub HC VCES Hradec Králové und den HC Chrudim auflief. 
Nachdem Šeda auch die Saison 2009/10 in Pardubice begonnen hatte, wechselte er zum HC Košice aus der slowakischen Extraliga. Mit seinem neuen Verein gewann er auf Anhieb den nationalen Meistertitel. Diesen Erfolg konnte er mit Košice in der Saison 2010/11 wiederholen.  

## Erfolge und Auszeichnungen
- 2007 Tschechischer Vizemeister mit dem HC Pardubice
- 2010 Slowakischer Meister mit dem HC Košice
- 2011 Slowakischer Meister mit dem HC Košice
- 2014 Slowakischer Meister mit dem HC Košice
- 2015 Slowakischer Meister mit dem HC Košice

## Statistik
(Stand: Ende der Saison 2010/11)